# Kinnara maculata
Kinnara maculata är en insektsart som beskrevs av William Lucas Distant 1912. Kinnara maculata ingår i släktet Kinnara och familjen Kinnaridae. Inga underarter finns listade i Catalogue of Life.